# Крвавий Поток
Крвавий Поток (словен. Krvavi Potok) — поселення в общині Хрпелє-Козіна, Регіон Обално-крашка, Словенія. Висота над рівнем моря: 455,7 м. Розташоване близько до кордону з Італією.